# Vertrag von Windsor (1175)
Der Vertrag von Windsor war ein Vertrag vom 6. Oktober 1175 zwischen dem englischen König Heinrich II. und dem irischen „Ard Ri“ Ruaidhrí Ua Conchobair. Dieser Vertrag sah vor, dass dem irischen König das Reich Baile Atha Cliath und die umliegenden Regionen zustanden, während die normannischen Barone ihre Besitztümer auf der Insel ungehindert erweitern durften.